# Boeckella dilatata
Boeckella dilatata är en kräftdjursart som beskrevs av Sars 1904. Boeckella dilatata ingår i släktet Boeckella och familjen Centropagidae. Inga underarter finns listade i Catalogue of Life.